# Donatella Di Pietrantonio
Donatella Di Pietrantonio (Arsita, 1962. január 5.) olasz író.

## Életrajza
A Teramo tartománybeli Arsita városában született (Abruzzo régió), először L'Aquilába költözött, ahol 1986-ban a helyi egyetemen (Università degli Studi dell'Aquila) szerzett fogászati diplomát, majd a Pescara megyei Pennében, ahol a gyermekfogorvosi szakmát gyakorolta. 2011-ben debütált a Mia madre è un fiume című regénnyel, amely szülőföldjén játszódik. Ugyanebben az évben megjelentette a Lo sfregio című novellát a Rizzoli kiadó Granta Italia magazinjában.
2013-ban kiadta második regényét, Bella mia címen, amely L'Aquilában játszódik. A 2009-es l’aquilai földrengés tragédiája által befolyásolt, a veszteség és a gyász témájára összpontosító művet jelölték a Strega-díjra, és 2014-ben elnyerte a Brancati-díjat. A regényt Einaudi 2018-ban újranyomtatta, 2020-ban pedig elnyerte a „Penne-Moszkva városa” (città di Penne-Mosca) nemzetközi irodalmi díjat.
2017-ben az Einaudi kiadta harmadik regényét, a szintén Abruzzóban játszódó L'Arminuta-t; a cím egy nyelvjárási kifejezés, amely "visszatérés"-re fordítható. A könyv egy fiatal lány történetét meséli el, akinek a családi élete egyik napról a másikra megváltozik, amikor állítólagos szülei visszahozzák igazi családjába, amelyről semmit sem tudott. Az anya-gyermek kapcsolat témáját a legrendhagyóbb és legpatológiásabb aspektusaiban tárja fel, és a Campiello-díj és a Nápoly-díj nyertese volt. A regény alapján 2019-ben a Teatro Stabile d'Abruzzo színházi előadása, 2021-ben pedig Giuseppe Bonito filmje készült.
Szintén 2017-ben a Chieti "Gabriele d'Annunzio" Egyetem Minerva Renddel (Ordine della Minerva) tüntette ki. 2020-ban kiadta a Borgo Sud című művét, ismét az Einaudi számára, amely szintén Abruzzóban játszódik és a L'Arminuta folytatásának tekinthető, mivel az előző regény főszereplőiként két nővér egymást követő történeteit írja le. A mű részt vesz a Strega-díj 2021-es kiadásában, a második helyen áll, és megkapja a Basilicata Irodalmi Díjat a „Narratív” részben.
Penne városában él Pescara tartományban, ahol gyermekfogorvosként dolgozik.

## Művei

### Regények
- Mia madre è un fiume, Elliot Edizioni, 2011 ISBN 978-88-6192-161-0
  - Anyám, a folyó – Park, Budapest, 2024 · ISBN 9789636330026 · Fordította: Todero Anna
- Bella mia, Elliot Edizioni, 2013 ISBN 978-88-6192-434-5 (Einaudi, 2018 ISBN 978-88-06-23799-8)
- L'Arminuta, Einaudi, 2017 ISBN 978-88-584-2485-8
  - A visszaadott lány – Park, Budapest, 2021 · ISBN 978-963-355-672-6 · Fordította: Todero Anna·
- Borgo Sud, Einaudi, 2020 ISBN 9788806244781
  - Halásznegyed – Park, Budapest, 2022 · ISBN 978-963-355-793-8 · Fordította: Todero Anna
- L'età fragile, Einaudi, Torino 2023, ISBN 9788806255787
  - Törékeny kor – Park, Budapest, 2025 · ISBN 9789636331535 · Fordította: Szokács Kinga

### Novellák
- Lo sfregio, Granta Italia n. 2, Rizzoli, 2011 ISBN 978-88-17-05329-7

## Fordítás
- Ez a szócikk részben vagy egészben  a   Donatella Di Pietrantonio című olasz Wikipédia-szócikk fordításán alapul.  Az eredeti cikk szerkesztőit annak laptörténete sorolja fel. Ez a jelzés csupán a megfogalmazás eredetét és a szerzői jogokat jelzi, nem szolgál a cikkben szereplő információk forrásmegjelöléseként.